# Grand Ballet du Marquis de Cuevas
Fra il 1943 e il 1962 l'impresario e mecenate statunitense di origine cilena George de Cuevas fondò e diresse diverse compagnie di balletto, generalmente note con il nome di Grand Ballet du Marquis de Cuevas o semplicemente Ballet de Cuevas, con cui cercò di emulare il successo dei Balletti russi di Diaghilev.
Le sue compagnie, attive prima negli Stati Uniti e dal 1947 in Francia, riunirono i migliori coreografi, danzatori e musicisti e scenografi del momento, e costruirono un repertorio classico arricchito con creazioni moderne. I balletti di George de Cuevas affascinarono il pubblico per il loro carattere internazionale e la loro grande qualità artistica e furono fino allo scioglimento, nel giugno 1962, un punto di riferimento per i professionisti e gli amanti della danza.

## Storia
Il Ballet International (1943-1947) fu la prima compagnia di danza fondata nel 1943 da George de Cuevas a New York.
Lasciati gli Stati Uniti per stabilirsi Francia, de Cuevas rilevò nel 1947 il Nouveau ballet de Monte-Carlo che fuse con la sua prima compagnia e ribattezzò Grand ballet de Monte-Carlo (1947-1951). Con questo nome il Balletto di Cuevas si esibì nel 1947 all'Opera di Vichy e poco dopo a Parigi. La compagnia aveva un carattere itinerante e fece tournée in tutto il mondo. Ebbe prestigiosi maestri di balletto e coreografi, come i veterani russi Bronislava Nijinska e Nicholas Beriosoff, o i giovani John Taras e William Dollar.
Nel 1951 il Grand ballet de Monte-Carlo prese il nome di Grand ballet du Marquis de Cuevas (1951-1958), con sede a Monte Carlo. Fu sotto questa denominazione che, nella seconda metà degli anni '50, la compagnia raggiunse il suo momento di apogeo, potendo vantare nel suo organico étoiles internazionali come Rosella Hightower, Marjorie Tallchief, George Skibine, Serge Golovine, Genia Melikova, Vladimir Skouratoff, Ana Ricarda o Nicolas Polajenko, e invitando artisti come Nina Vyroubova, Erik Bruhn o Alicia Markova.
La compagnia cambiò di nuovo nome nel 1958, diventando l'International Ballet of the Marquis de Cuevas. In seguito alla morte del suo fondatore, nel 1962 prese brevemente il nome di International Ballet of the Marquise de Cuevas ma si sciolse nel corso dello stesso anno.

## Repertorio
Nel suo repertorio il Ballet de Cuevas ebbe balletti classici come Il lago dei cigni, Giselle o Pas de quatre, attente rivisitazioni di balletti dell'epoca dorata dei Balletti Russi adattate per l'interpretazione di Nijinska e Beriosoff, tra cui Le spectre de la rose, Petrushka, Il Principe Igor e Le silfidi. Le tendenze della coreografia moderna furono rappresentate da balletti di George Balanchine (Concerto Barocco, La somnambule), David Lichine (Le moulin enchanté) o Léonide Massine ( Le beau Danube) e da lavori di coreografi moderni come John Taras (Tarasiana, Piège di lumière) e William Dollar (Constantia).

## Nureev
Nella sua ultima stagione 1961/62 il Ballet de Cuevas, fedele al suo stile brillante e cosmopolita, accolse Rudol'f Nureev, giovane danzatore del Balletto Kirov, da poco reduce da una drammatica defezione durante il soggiorno della sua tournée a Parigi. Nureev si esibì accanto a Nina Vyroubova nella Bella addormentata che il Ballet de Cuevas presentò a Londra nell'inverno 1961.